# Jaanika Blomster
Jaanika Blomster (Helsinki, 1 de julio de 1971 (53 años) es una naturalista, botánica, algóloga, taxónoma, conservadora, y exploradora finesa.

## Carrera
En 1999, obtuvo el doctorado por la Universidad Queen’s de Belfast.
Desarrolló actividades académicas y científicas en la Universidad  de Helsinki, en las líneas de investigación en Ciencias Biológicas (sistemática molecular, biodiversidad, banquisa, algas; y, en las Ciencias de la educación (enseñanza basada en la investigación). Es docente en ciencias acuáticas.